# Wesley (Dominica)
Wesley  es una localidad de Dominica, capital de la parroquia de Saint Andrew. 

## Demografía
Según censo 2001 contaba con una población de 1.756 habitantes. La estimación 2010 refiere a  1.609 habitantes.